# William S. Burroughs
William Seward Burroughs II (znan tudi pod psevdonimom William Lee), ameriški pisatelj, slikar, filozof in govorec * 5. februar 1914, St. Louis, Missouri, ZDA, † 2. avgust 1997, Lawrence, Kansas, ZDA.
Burroughs je bil eden izmed glavnih predstavnikov beatniške generacije (beatniki) in pomemben postmodernistični avtor, ki je pisal večinoma v stilu romanov paranoje. Imel je velik vpliv tako na takratno kulturo kot tudi na književnost in glasbo. Njegova dela so večinoma avtobiografske narave in so pogosto napisana na podlagi njegovih izkušenj z odvisnostjo od heroina, ko je potoval po Mehiki, Londonu, Parizu, Južni Ameriki... Po nesreči je umoril svojo ženo Joan Vollmer. 
Znan je bil tudi pod imenom William Lee.

## Življenje
Burroughs je bil najmlajši sin Mortimera Perryja in Laure Hammon Lee. Kot otrok je živel v St. Louisu in tam tudi hodil v šolo Johna Burroughsa (s katerim ni bil v sorodu), kjer je napisal svoj prvi esej Osebni magnetizem (Personal Magnetism). Kasneje je obiskoval Los Aramosovo podeželsko šolo v Novi Mehiki, kjer naj bi shranjeval revije, v katerih je dokumentiral erotično privlačnost do drugega fanta. Svojo spolno usmerjenost je skrival, ker ga je bilo sram, danes pa je dobro poznan homoseksualen pisatelj.

### Študij
Leta 1932 je končal srednjo šolo in šel študirat umetnost na Univerzo Harvard. Med poletjem je bil začetniški poročevalec za lokalni časopis St. Louis Post-Dispatch. Med šolanjem je večkrat hodil v New York in se seznanil s tamkajšnjo gejevsko subkulturo. Ob zaključku šolanja so mu starši vsak mesec dajali 200 $, kar je bilo dovolj za preživetje in nadaljnje ustvarjanje.

### Evropa
Po končani univerzi je Burroughs šel v Evropo, kjer se je gibal v LGTB krogih. Na Dunaju je spoznal Ilso Klapper, Judinjo, ki je bežala pred nacisti. Z njo se je kljub nasprotovanju staršev poročil na Hrvaškem, da je lahko dobila vizum za vstop v ZDA. Ko je prišla v New York, sta se z Burroughsom ločila.
Burroughs se je pridružil ameriški vojski leta 1942, a je njegova mati izsilila njegov odpust iz vojske, ker naj bi bil depresiven. Po odpustu iz vojske je šel v Chicago, kjer je opravljal različne službe, vključeno s službo iztrebljevalca v sanitarni kontroli.

### Joan Vollmer
Leta 1944 je Burroughs začel živeti z Joan Vollmer Adams (ki je bila poročena z nekim ameriškim vojakom in imela hčerko) v stanovanju, ki sta si ga delila z Jackom Kerouacom in njegovo ženo Edie Parker. Burroughs in Kerouac sta imela probleme s policijo, ker nista hotela poročati o nekem  umoru. Dogodek je Burroughsa in Kerouaca spodbudil k skupnemu pisanju novele Hippos Were Boiled in Their Tanks, napisana leta 1945. Izšla je šele leta 2008 pri založbah Penguin Books in Groove Press.
V tistem času je Burroughs začel jemati morfij in postal odvisen. Sčasoma je začel preprodajati heroin, Vollmerjeva, ki je bila takrat tudi odvisnica, pa je jemala amfetamin, zaradi česar jo je zapustil mož. Po temu je postal Burroughs intelektualno in čustveno navezan na Joan in se kasneje tudi preselil k njej in njeni hčerki. Pomladi leta 1946 je bil Burroughs aretiran zaradi ponarejanja receptov za narkotike. Joan Vollmer ga je s pomočjo svojega psihiatra spravila iz zapora, a je moral nazaj v St. Louis, kjer je živel s starši. Medtem pa je Joan Vollmer morala zaradi odvisnosti v bolnišnico, kar je ogrozilo varnost njenega otroka. Ko je za to slišal Burroughs, je šel takoj nazaj v New York in jo spravil iz bolnišnice ter jo zasnubil. Poroka ni bila nikoli formalna, zato sta živela kot zunajzakonska partnerja. Preselila sta se v Teksas in leta 1947 imela sina Williama S. Burroughs mlajšega. Leta 1948 se je družina preselila v New Orleans.

### Mehika in Južna Amerika
Burroughs je zbežal v Mehiko, da bi pobegnil pred verjetno aretacijo. Joan Vollmer in otroci so prišli za njim in tam ostali 5 let. Medtem je Burroughs tam študiral španščino, azteški in majevski jezik ter piktograme.

#### Smrt Vollmerjeve
Njun zakon v Mehiki je bil brez dvoma nesrečen, saj sta bila brez svojih drog. Zato je Burroughs sledil svojemu spolnemu nagnenju do moških, Joan Vollmer pa je zaradi zapuščenosti začela prekomerno piti. Nekega večera, ko so v baru pili, je Burroughs, ki je bil že pijan, domnevno iz žepa vzel svojo pištolo in rekel Joan: "Zdaj je čas za najin prizor iz Williama Tella." Čeprav česa takega prej še nikoli nista počela, mu je Joan Vollmer, ki je bila prav tako pijana, ustregla in si na čelo dala kozarec. Burroughs je ustrelil prenizko in svojo ženo v trenutku ubil.
Burroughs je sicer zanikal to zgodbo in trdil, da mu je pištola padla na tla in ubila Joan Vollmer. 13 dni je ostal v zaporu, iz katerega mu je pomagal priti njegov brat s podkupovanjem mehiških odvetnikov in ga je imel pod varščino do sojenja, kjer je bil spoznan za krivega. Vollmerina hči je šla živet k svoji babici, William Burroughs ml. pa je šel v St. Louis živet k svojim starim staršem. Dve priči sta se strinjali z zgodbo, da je bil umor nesreča in se je pištola izstrelila po nesreči, ko je Burroughs preverjal, ali je bila nabita. To je zavleklo sojenje in takrat je imel Burroughs čas napisati novo kratko novelo Queer. Kasneje je bil obtožen za umor in je preživel v zaporu 2 leti. Ta dogodek je Burroughsa zaznamoval za celo življenje.

#### Yage pisma
Ko je zapustil Mehiko, je Burroughs bredel po Južni Ameriki in iskal drogo ajavasko (yage), drogo južnoameriških )Indijancev, za katero je menil, da naj bi mu dajala telepatske sposobnosti. Knjiga, sestavljena iz Burroughsovih pisem Ginsbergu The Yage Letters je bila izdana leta 1963.

### Literarna kariera
Burroughs je kasneje v svojem življenju potoval po svetu in veliko pisal. 
Kasneje se je vrnil v ZDA, kjer je poučeval kreativno pisanje na Newyorški fakulteti. Uspešno se je odvadil od heroina in se preselil v New York. Ker mu služba učitelja ni bila všeč, je postal kolumnist za popularno revijo Crawdaddy. 
Leta 1981 je zaradi alkoholizma umrl njegov sin.
Zadnja leta pred smrtjo se je Burroughs preselil v Kansas, ker se je tam počutil najbolje in najbolj varno. Tam je sodeloval z glasbernimi ustvarjalci kot so: od Billa Laswella in Laurie Anderson, do Throbbing Gristle, The Disposable Heroes of Hiphoprisy in Ministry. Leta 1990 je izdal svoj govorni album Dead City Radio ter kasneje sodeloval s svetovnimi zvezdami kot so R.E.M., Nick Cave in Tom Waits.

### Smrt
Burroughs je umrl 2. Avgusta leta 1997 v mestu Lawrence v Kansasu zaradi zapletov pri srčnem napadu, ki ga je imel prejšnji dan. Pokopan je bil v rojstnem kraju St. Louis v Missouriju.

## Delo in dosežki
Burroughsova dela lahko razporedimo v štiri obdobja, s tem pa je mišljeno obdobje ustvarjanja in ne letnica objave, saj so bila nekatera dela objavljena šele desetletja kasneje.

### Zgodnje obdobje (začetek 50-ih let )
Svoj prvi roman Džanki (Junky) je objavil leta 1953 pod imenom William Lee. V tem pretežno avtobiografskem romanu na direkten in celo grotesken način podaja pogled na subkulturo narkomanov ( ˇjunkˇ subkulturo). Poleg tega romana spadata v to obdobje še romana Queer in The Yage Letters, ki sta pisana o času njegovega življenja v Mexico Cityju in Južni Ameriki.

### Obdobje tehnike cut-up (sredina 50-ih do sredine 60-ih let)
Čeprav je Burroughs roman Goli obed (Naked Lunch) napisal še preden je odkril cut-up tehniko, si v tem romanu dogodki ne sledijo kronološko, nekako poustvarja strukturo človeškega spomina (nelinearni stil). V tem romanu nadaljuje s tematiko drog, v njem pa so prisotne tudi prvine sadomazohizma, metamorfoze in satire. Del knjige je bil objavljen leta 1958, v celoti pa je izšla leta 1959. V mnogih ameriških zveznih državah je bila označena za obsceno, zato je bila nekaj let celo prepovedana. S tehniko cut-up se je seznanil leta 1959 v Parizu. Pri tej tehniki pisanja je neko besedilo preoblikoval tako, da je izrezoval naključne besede, stavke ali besedne zveze in jih razporejal v novo besedilo, ki ni imelo kronološkega zaporedja ali veliko lahko razumljivih povedi. To tehniko je zelo ekstremno uporabljal v romanih The Soft Machine, Nova Express in The Ticket That Exploded, ki so pogosto zbrani v The Nova Trilogy. Pri tej tehniki je besedilo kombiniral tudi s slikami in zvokom.

### Obdobje eksperimentiranja (sredina 60-ih do sredine 70-ih let)
V tem obdobju je Burroughs nadaljeval z eksperimentalnim pisanjem, s tem da se je osredotočil tudi na politično tematiko. Ustvarjati je začel tudi film in snemanje zvoka. Nastopal je v številnih albumih, ki jih je izdala založba Giorno Poetry Systems. Svoj prvi album Call Me Burroughs je izdal leta 1965 in vsebuje posnetke njegovih branj besedil iz romanov Goli obed in The Soft Machine. Imel je tudi velik vpliv na takratne glasbene izvajalce. Mnoge glasbene skupine so svoja imena našle v njegovih delih npr. Steely Dan iz Naked Lunch in Soft Machine. Sodeloval je z mnogimi umetniki avantgarde kot so Laurie Anderson, Sonic Youth in Genesis P-Orridge. Igral je tudi v nekaj filmih kot so kultni film Chappaqua Conarda Rooksa,  Häxan,  Wax or the Discovery of Television Among the Bees ... Edini glavni roman tega obdobja je The Wild Boys.

### Obdobje The Red Night trilogy
Zadnji njegovi romani Cities of the Red Night, The Place of Dead Roads in The Western Lands imajo popolnoma mitološko vsebino. 

### Dosežki in nagrade
Burroughs velja za največjih in najbolj vplivnih pisateljev 20. stoletja. Najbolj je vplival s svojimi tehnikami in nazori na britanskega kritika Petra Ackroyda, kritika Lesterja Bangsa, filozofa Gillesa Deleuzea in literate J. G. Ballarda, Angelo Carter, Jeana Geneta, Williama Gibsona, Alana Moora, Kathy Acker in Kena Keseya. V svojih delih se je upiral moralnemu, političnemu in ekonomskemu sistemu moderne ameriške družbe s pogosto izbiro tem kot so droge, homoseksualnost in smrt. Leta 1983 je bil sprejet v  American Academy and Institute of Arts and Letters, naslednjega leta pa je prejel francosko nagrado Ordre des Arts et des Lettres. Posnetih je bilo več filmov, ki opisujejo njegovo življenje: Burroughs: the Movie,  Kill Your Darlings,  Words of Advice: William S. Burroughs on the Road in Beat.

### Romani
- Junkie (aka Junky) (1953) (ISBN 0-14-200316-6 - later reprint)
- Queer (written 1951-3; published 1985) (ISBN 0-14-008389-8)
- Naked Lunch (1959) (ISBN 0-8021-3295-2)
- The Nova Trilogy (1961-67):
- The Soft Machine (1961/66) (ISBN 0-8021-3329-0)
- The Ticket That Exploded (1962/67) (ISBN 0-8021-5150-7)
- Nova Express (1964) (ISBN 0-8021-3330-4)
- The Last Words of Dutch Schultz (1969) (ISBN 1-55970-211-7)
- The Wild Boys: A Book Of The Dead (1971) (ISBN 0-8021-3331-2)
- Port of Saints (1973) (ISBN 0-912652-64-0)
- The Red Night Trilogy (1981-87):
- Cities of the Red Night (1981) (ISBN 0-03-053976-5)[1]
- The Place of Dead Roads (1983) (ISBN 0-312-27865-9)
- The Western Lands (1987) (ISBN 0-14-009456-3)
- My Education: A Book of Dreams (1995) (ISBN 0-14-009454-7)

### Pisma in eseji
- "Letter From A Master Addict To Dangerous Drugs," British Journal of Addiction, Vol. 53, No. 2, 3 August 1956
- The Electronic Revolution (1971)
- Rub Out The Words: The Letters of William S. Burroughs 1959-1974 (2012) (ISBN 978-1-846-14167-6)

### Kratjša dela in novele
- Snack... (ISBN 0-85652-014-4) (1975)
- Blade Runner (a movie) (1979) (ISBN 0-912652-46-2)
- Interzone (1989) (ISBN 0-14-009451-2)
- Ghost of Chance (1991) (ISBN 1-85242-457-5)

### Zbirke
- Interzone (napisano sredi petdesetih, objavljeno 1988) (ISBN 978-0140094510)
- Roosevelt After Inauguration and Other Atrocities (1965)
- Ah Pook is Here, Nova Express, Cities of the Red Night (1981) (ISBN 0-312-27846-2)
- The Burroughs File (1984)
- The Adding Machine: Collected Essays (1985) (ISBN 1-55970-210-9)
- Three Novels - Grove Press omnibus of The Soft Machine, Nova Express and The Wild Boys (1988) (ISBN 0802130844)
- Burroughs Live : The Collected Interviews of William S. Burroughs, 1960-1997 (2000) (ISBN 1-58435-010-5)

### Posnetki
- Call Me Burroughs (1965) - The English Bookshop, Paris
- Nothing Here Now But The Recordings (1981) skupaj z Brionom Gysinom- LP Industrial Records IR0016
- You're the Guy I Want to Share My Money With (1981) skupaj z Johnom Giornoom in Laurie Anderson - LP GPS
- The Elvis of Letters (1985) skupaj z Gusom van Santom
- Dead City Radio (1990) - Island Records
- Millions of Images (1990) skupaj z  Gusom Van Santom

### Dela prevedena v slovenščino
- Ime je Burroughs (2009) (ISBN 978-961-6699-06-8)
- Goli obed (1993) (ISBN 86-361-0809-8)
- Džanki (1992) (ISBD 821.111(73)-311.2)